# Liste der Stolpersteine in Nidderau
Die Liste der Stolpersteine in Nidderau führt die vom Künstler Gunter Demnig verlegten Stolpersteine in Nidderau im Main-Kinzig-Kreis in Hessen auf, die an das Schicksal der Menschen erinnern, die im Nationalsozialismus ermordet, deportiert, vertrieben oder in den Suizid getrieben wurden. 

## Heldenbergen
| Adresse               | Name                        | Inschrift | Verlegedatum | Bild | Anmerkung |
| --------------------- | --------------------------- | --- | ------------ | --- | --------- |
| Raiffeisenstraße 9 ·  | Theodor Rothschild          | HIER WOHNTE THEODOR ROTHSCHILD JG. 1892 VERHAFTET 1938 BUCHENWALD DEPORTIERT 1942 ERMORDET IN TREBLINKA                               | 4. Sep. 2008 | |           |
| Raiffeisenstraße 9 ·  | Rieda Rothschild            | HIER WOHNTE RIEDA ROTHSCHILD GEB. HIRSCHHEIMER JG. 1907 DEPORTIERT 1942 ERMORDET IN TREBLINKA                                         | 4. Sep. 2008 | |           |
| Raiffeisenstraße 9 ·  | Ludwig Rothschild           | HIER WOHNTE LUDWIG ROTHSCHILD JG. 1891 VERHAFTET 1938 BUCHENWALD DEPORTIERT 1942 ERMORDET IN TREBLINKA                                | 4. Sep. 2008 | |           |
| Raiffeisenstraße 9 ·  | Helmut Rothschild           | HIER WOHNTE HELMUT ROTHSCHILD JG. 1927 FLUCHT 1939 ENGLAND DEPORTIERT ÜBERLEBT                                                        | 4. Sep. 2008 | |           |
| Raiffeisenstraße 9 ·  | Hugo Rothschild             | HIER WOHNTE HUGO ROTHSCHILD JG. 1895 VERHAFTET 1938 BUCHENWALD DEPORTIERT 1942 THERESIENSTADT ERMORDET 1944 IN AUSCHWITZ              | 4. Sep. 2008 | |           |
| Raiffeisenstraße 9 ·  | Nanny Rothschild            | HIER WOHNTE NANNY ROTHSCHILD GEB. NEUBERGER JG. 1897 DEPORTIERT 1942 ERMORDET 1944 IN AUSCHWITZ                                       | 4. Sep. 2008 | |           |
| Raiffeisenstraße 9 ·  | Heinz Rothschild            | HIER WOHNTE HEINZ ROTHSCHILD JG. 1927 DEPORTIERT 1942 THERESIENSTADT ERMORDET 1944 IN AUSCHWITZ                                       | 4. Sep. 2008 | |           |
| Raiffeisenstraße 9 ·  | Kurt Rothschild             | HIER WOHNTE KURT ROTHSCHILD JG. 1929 DEPORTIERT 1942 ERMORDET 1944 IN AUSCHWITZ                                                       | 4. Sep. 2008 | |           |
| Raiffeisenstraße 9 ·  | Alfred Rothschild           | HIER WOHNTE ALFRED ROTHSCHILD JG. 1937 DEPORTIERT 1942 ERMORDET IN TREBLINKA                                                          | 4. Sep. 2008 | |           |
| Burggasse 3           | Fanny Rothschild            | HIER WOHNTE FANNY ROTHSCHILD JG. 1866 DEPORTIERT 1942 THERESIENSTADT TOT 27.10.1942                                                   |              | |           |
| Burggasse 7 ·         | Josef Rothschild            | HIER WOHNTE JOSEF ROTHSCHILD JG. 1882 VERHAFTET 1938 BUCHENWALD DEPORTIERT 1942 ERMORDET IN TREBLINKA                                 | 4. Sep. 2008 | |           |
| Burggasse 7 ·         | Jettchen Rothschild         | HIER WOHNTE JETTCHEN ROTHSCHILD GEB. HAMBURGER JG. 1882 DEPORTIERT 1942 THERESIENSTADT ERMORDET 9.12.1942                             | 4. Sep. 2008 | |           |
| Burggasse 7 ·         | Manfred Rothschild          | HIER WOHNTE MANFRED ROTHSCHILD JG. 1913 FLUCHT 1938 PALÄSTINA ÜBERLEBT                                                                | 4. Sep. 2008 | |           |
| Burggasse 7 ·         | Moritz Weiss                | HIER WOHNTE MORITZ WEISS JG. 1880 DEPORTIERT 1942 ERMORDET IN TREBLINKA                                                               | 4. Sep. 2008 | |           |
| Burggasse 7 ·         | Jenny Rothschild            | HIER WOHNTE JENNY ROTHSCHILD GEB. ROTHSCHILD JG. 1890 DEPORTIERT 1942 ERMORDET IN TREBLINKA                                           | 4. Sep. 2008 | |           |
| Burggasse 7 ·         | Herbert Rothschild          | HIER WOHNTE HERBERT ROTHSCHILD JG. 1920 VERHAFTET 1938 BUCHENWALD FLUCHT 1941 USA ÜBERLEBT                                            | 4. Sep. 2008 | |           |
| Straubelgasse 6 ·     | Manuel Scheuer              | HIER WOHNTE MANUEL SCHEUER JG. 1866 DEPORTIERT 1942 THERESIENSTADT TOT 22.1.1943                                                      |              | |           |
| Straubelgasse 6 ·     | Sara Scheuer                | HIER WOHNTE SARA SCHEUER GEB. ROTHSCHILD JG. 1872 DEPORTIERT 1942 THERESIENSTADT TOT 28.9.1942                                        |              | |           |
| Straubelgasse 6 ·     | Erna Scheuer                | HIER WOHNTE ERNA SCHEUER JG. 1898 DEPORTIERT 1942 ERMORDET IN TREBLINKA                                                               |              | |           |
| Straubelgasse 6 ·     | Hedwig Scheuer              | HIER WOHNTE HEDWIG SCHEUER JG. 1903 DEPORTIERT 1942 ERMORDET in TREBLINKA                                                             |              | |           |
| Untergasse 12         | Bertha Rothschild           | HIER WOHNTE BERTHA ROTHSCHILD GEB. STEIN JG. 1872 DEPORTIERT 1942 THERESESIENSTADT TOT 13.1.1943                                      |              | |           |
| Untergasse 13         | Auguste Grünewald           | HIER WOHNTE AUGUSTE GRÜNWALD GEB. MAY JG. 1983 DEPORTIERT 1942 THERESIENSTADT TOT 9.1.1943                                            |              | |           |
| Untergasse 13         | Sigmund Grünewald           | HIER WOHNTE SIEGMUND GRÜNWALD JG. 1980 DEPORTIERT 1942 THERESIENSTADT TOT 16.2.1944                                                   |              | |           |
| Mittelstraße 14       | Klara Aber                  | HIER WOHNTE KLARA ABER GEB. SPEIER JG. 1892 DEPORTIERT 1941 KAUNAS FORT IX ERMORDET 25.11.1941                                        |              | |           |
| Mittelstraße 14       | Julius Aber                 | HIER WOHNTE JULIUS ABER JG. 1920 HEILANSTALT BENDORF-SAYN TOT 30.05.1942                                                              |              | |           |
| Bahnhofstraße 7       | Sally Scheuer               | HIER WOHTE SALLY SCHEUER JG. 1869 DEPORTIERT 1942 THERESIENSTADT TOT 7.10.1943                                                        |              | |           |
|                       | Ruth Scheuer                | HIER WOHNTE RUTH SCHEUER JG. 1910 FLUCHT FRANKREICH INTERNIERT DEPORTIERT 1942 ERMORDET IN AUSCHWITZ                                  |              | |           |
| Bahnhofstraße 13      | Sußmann Traub               | HIER WOHNTE SÜSSMANN TRAUB JG. 1875 EINGEWIESEN 1936 HEILANSTALT GIESSEN ERMORDET 1.10.1940 LANDESPFLEGEANSTALT BRANDENBURG AKTION T4 |              | |           |
| Bahnhofstraße 22      | Michel Speier               | HIER WOHNTE MICHAEL SPEIER JG. 1871 DEPORTIERT 1942 THERESIENSTADT TOT 18.11.1942                                                     |              | |           |
| Windecker Straße 19   | Martin Speier               | HIER WOHNTE MARTIN SPEIER JG. 1894 VERHAFTET 1938 BUCHENWALD ENTLASSEN 1938 HEIMATORT VERLASSEN FRANKFURT TOT 1.5.1942                |              | |           |
| Windecker Straße 19   | Paula Speier                | HIER WOHNTE ELLEN SPEIER JG. 1929 DEPORTIERT 1942 REGION LUBLIN ERMORDET                                                              |              | |           |
| Windecker Straße 19   | Ellen Speier                | HIER WOHNTE PAULA SPEIER GEB. NEUHAUS JG. 1905 DEPORTIERT 1942 REGION LUBLIN ERMORDET                                                 |              | |           |
| Pfarrgasse 8          | Leopold Hermann             | |              | Bild gesucht Der Benutzer GeorgDerReisende ( Diskussion ) wünscht sich an dieser Stelle ein Bild vom Ort mit diesen Koordinaten 50.2379 8.8637 . Motiv: Pfarrgasse 8: die Stolpersteine für das Ehepaar Hermann, die Lage und das Haus Falls du dabei helfen möchtest, erklärt die Anleitung , wie das geht. BW                       |           |
| Pfarrgasse 8          | Mathilde Hermann            | |              | Bild gesucht Der Benutzer GeorgDerReisende ( Diskussion ) wünscht sich an dieser Stelle ein Bild vom Ort mit diesen Koordinaten 50.2379 8.8637 . Motiv: Pfarrgasse 8: die Stolpersteine für das Ehepaar Hermann, die Lage und das Haus Falls du dabei helfen möchtest, erklärt die Anleitung , wie das geht. BW                       |           |
| Friedberger Straße 5  | Robert Seligmann            | |              | Bild gesucht Der Benutzer GeorgDerReisende ( Diskussion ) wünscht sich an dieser Stelle ein Bild vom Ort mit diesen Koordinaten 50.23774 8.86482 . Motiv: Friedberger Straße 5: die Stolpersteine für die Familie Seligmann, die Lage und das Haus Falls du dabei helfen möchtest, erklärt die Anleitung , wie das geht. BW           |           |
| Friedberger Straße 5  | Julius Seligmann            | |              | Bild gesucht Der Benutzer GeorgDerReisende ( Diskussion ) wünscht sich an dieser Stelle ein Bild vom Ort mit diesen Koordinaten 50.23774 8.86482 . Motiv: Friedberger Straße 5: die Stolpersteine für die Familie Seligmann, die Lage und das Haus Falls du dabei helfen möchtest, erklärt die Anleitung , wie das geht. BW           |           |
| Friedberger Straße 5  | Rosa Seligmann              | |              | Bild gesucht Der Benutzer GeorgDerReisende ( Diskussion ) wünscht sich an dieser Stelle ein Bild vom Ort mit diesen Koordinaten 50.23774 8.86482 . Motiv: Friedberger Straße 5: die Stolpersteine für die Familie Seligmann, die Lage und das Haus Falls du dabei helfen möchtest, erklärt die Anleitung , wie das geht. BW           |           |
| Friedberger Straße 16 | Hannchen Ballin-Oppenheimer | |              | Bild gesucht Der Benutzer GeorgDerReisende ( Diskussion ) wünscht sich an dieser Stelle ein Bild vom Ort mit diesen Koordinaten 50.23802 8.86499 . Motiv: Friedberger Straße 16: die Stolpersteine für die Familie Ballin-Oppenheimer, die Lage und das Haus Falls du dabei helfen möchtest, erklärt die Anleitung , wie das geht. BW |           |
| Friedberger Straße 16 | Ernst Ballin-Oppenheimer    | |              | Bild gesucht Der Benutzer GeorgDerReisende ( Diskussion ) wünscht sich an dieser Stelle ein Bild vom Ort mit diesen Koordinaten 50.23802 8.86499 . Motiv: Friedberger Straße 16: die Stolpersteine für die Familie Ballin-Oppenheimer, die Lage und das Haus Falls du dabei helfen möchtest, erklärt die Anleitung , wie das geht. BW |           |
| Friedberger Straße 16 | Hertha Ballin-Oppenheimer   | |              | Bild gesucht Der Benutzer GeorgDerReisende ( Diskussion ) wünscht sich an dieser Stelle ein Bild vom Ort mit diesen Koordinaten 50.23802 8.86499 . Motiv: Friedberger Straße 16: die Stolpersteine für die Familie Ballin-Oppenheimer, die Lage und das Haus Falls du dabei helfen möchtest, erklärt die Anleitung , wie das geht. BW |           |
| Friedberger Straße 16 | Helmut Ballin-Oppenheimer   | |              | Bild gesucht Der Benutzer GeorgDerReisende ( Diskussion ) wünscht sich an dieser Stelle ein Bild vom Ort mit diesen Koordinaten 50.23802 8.86499 . Motiv: Friedberger Straße 16: die Stolpersteine für die Familie Ballin-Oppenheimer, die Lage und das Haus Falls du dabei helfen möchtest, erklärt die Anleitung , wie das geht. BW |           |
| Friedberger Straße 16 | Liesel Ballin-Oppenheimer   | |              | Bild gesucht Der Benutzer GeorgDerReisende ( Diskussion ) wünscht sich an dieser Stelle ein Bild vom Ort mit diesen Koordinaten 50.23802 8.86499 . Motiv: Friedberger Straße 16: die Stolpersteine für die Familie Ballin-Oppenheimer, die Lage und das Haus Falls du dabei helfen möchtest, erklärt die Anleitung , wie das geht. BW |           |
| Friedberger Straße 16 | Inge Ballin-Oppenheimer     | |              | Bild gesucht Der Benutzer GeorgDerReisende ( Diskussion ) wünscht sich an dieser Stelle ein Bild vom Ort mit diesen Koordinaten 50.23802 8.86499 . Motiv: Friedberger Straße 16: die Stolpersteine für die Familie Ballin-Oppenheimer, die Lage und das Haus Falls du dabei helfen möchtest, erklärt die Anleitung , wie das geht. BW |           |
| Friedberger Straße 36 | David Haas                  | |              | Bild gesucht Der Benutzer GeorgDerReisende ( Diskussion ) wünscht sich an dieser Stelle ein Bild vom Ort mit diesen Koordinaten 50.23918 8.86594 . Motiv: Friedberger Straße 36: die Stolpersteine für die Familie Haas, die Lage und das Haus Falls du dabei helfen möchtest, erklärt die Anleitung , wie das geht. BW               |           |
| Friedberger Straße 36 | Flora Haas                  | |              | Bild gesucht Der Benutzer GeorgDerReisende ( Diskussion ) wünscht sich an dieser Stelle ein Bild vom Ort mit diesen Koordinaten 50.23918 8.86594 . Motiv: Friedberger Straße 36: die Stolpersteine für die Familie Haas, die Lage und das Haus Falls du dabei helfen möchtest, erklärt die Anleitung , wie das geht. BW               |           |
| Friedberger Straße 36 | Martin Haas                 | |              | Bild gesucht Der Benutzer GeorgDerReisende ( Diskussion ) wünscht sich an dieser Stelle ein Bild vom Ort mit diesen Koordinaten 50.23918 8.86594 . Motiv: Friedberger Straße 36: die Stolpersteine für die Familie Haas, die Lage und das Haus Falls du dabei helfen möchtest, erklärt die Anleitung , wie das geht. BW               |           |
| Büdinger Straße 1     | Bertha Haas                 | |              | Bild gesucht Der Benutzer GeorgDerReisende ( Diskussion ) wünscht sich an dieser Stelle ein Bild vom Ort mit diesen Koordinaten 50.23898 8.86651 . Motiv: Büdinger Straße 1: die Stolpersteine für die Familie Haas, die Lage und das Haus Falls du dabei helfen möchtest, erklärt die Anleitung , wie das geht. BW                   |           |
| Büdinger Straße 1     | Emilie Haas                 | |              | Bild gesucht Der Benutzer GeorgDerReisende ( Diskussion ) wünscht sich an dieser Stelle ein Bild vom Ort mit diesen Koordinaten 50.23898 8.86651 . Motiv: Büdinger Straße 1: die Stolpersteine für die Familie Haas, die Lage und das Haus Falls du dabei helfen möchtest, erklärt die Anleitung , wie das geht. BW                   |           |

## Ostheim
| Adresse             | Name            | Inschrift | Verlegedatum | Bild | Anmerkung |
| ------------------- | --------------- | --- | ------------ | --- | --------- |
| Vorderstraße 3      | Adolf Wolf      | HIER WOHNTE ADOLF WOLF JG. 1865 DEPORTIERT 1941 GHETTO LODZ ERMORDET                                                 |              | Bild gesucht Der Benutzer GeorgDerReisende ( Diskussion ) wünscht sich an dieser Stelle ein Bild vom Ort mit diesen Koordinaten 50.22517 8.90944 . Motiv: Vorderstraße 3: die Stolpersteine für die Familie Wolf, die Lage und das Haus Falls du dabei helfen möchtest, erklärt die Anleitung , wie das geht. BW      |           |
| Vorderstraße 3      | Mathilde Wolf   | HIER WOHNTE MATHILDE WOLF GEB. KAUFMANN JG. 1871 DEPORTIERT 1941 LODZ ERMORDET 6.4.1942                              |              | Bild gesucht Der Benutzer GeorgDerReisende ( Diskussion ) wünscht sich an dieser Stelle ein Bild vom Ort mit diesen Koordinaten 50.22517 8.90944 . Motiv: Vorderstraße 3: die Stolpersteine für die Familie Wolf, die Lage und das Haus Falls du dabei helfen möchtest, erklärt die Anleitung , wie das geht. BW      |           |
| Vorderstraße 3      | Siegfried Wolf  | HIER WOHNTE SIEGFRIED WOLF JG. 1901 FLUCHT 1937 USA ÜBERLEBT                                                         |              | Bild gesucht Der Benutzer GeorgDerReisende ( Diskussion ) wünscht sich an dieser Stelle ein Bild vom Ort mit diesen Koordinaten 50.22517 8.90944 . Motiv: Vorderstraße 3: die Stolpersteine für die Familie Wolf, die Lage und das Haus Falls du dabei helfen möchtest, erklärt die Anleitung , wie das geht. BW      |           |
| Vorderstraße 3      | Selma Wolf      | HIER WOHNTE SELMA WOLF GEB. BLÄTTNER JG. 1901 FLUCHT 1937 USA ÜBERLEBT                                               |              | Bild gesucht Der Benutzer GeorgDerReisende ( Diskussion ) wünscht sich an dieser Stelle ein Bild vom Ort mit diesen Koordinaten 50.22517 8.90944 . Motiv: Vorderstraße 3: die Stolpersteine für die Familie Wolf, die Lage und das Haus Falls du dabei helfen möchtest, erklärt die Anleitung , wie das geht. BW      |           |
| Vorderstraße 3      | Trude Wolf      | HIER WOHNTE TRUDE WOLF JG. 1926 FLUCHT 1937 USA ÜBERLEBT                                                             |              | Bild gesucht Der Benutzer GeorgDerReisende ( Diskussion ) wünscht sich an dieser Stelle ein Bild vom Ort mit diesen Koordinaten 50.22517 8.90944 . Motiv: Vorderstraße 3: die Stolpersteine für die Familie Wolf, die Lage und das Haus Falls du dabei helfen möchtest, erklärt die Anleitung , wie das geht. BW      |           |
| Vorderstraße 3      | Inge Wolf       | HIER WOHNTE INGE WOLF JG. 1930 FLUCHT 1937 USA ÜBERLEBT                                                              |              | Bild gesucht Der Benutzer GeorgDerReisende ( Diskussion ) wünscht sich an dieser Stelle ein Bild vom Ort mit diesen Koordinaten 50.22517 8.90944 . Motiv: Vorderstraße 3: die Stolpersteine für die Familie Wolf, die Lage und das Haus Falls du dabei helfen möchtest, erklärt die Anleitung , wie das geht. BW      |           |
| Wonnecker Straße 12 | Samuel Katz     | HIER WOHNTE SAMUEL KATZ JG. 1879 VERHAFTET 1938 BUCHENWALD DEPORTIERT 1942 THERESIENSTADT ERMORDET 1944 IN AUSCHWITZ | 4. Sep. 2008 | Bild gesucht Der Benutzer GeorgDerReisende ( Diskussion ) wünscht sich an dieser Stelle ein Bild vom Ort mit diesen Koordinaten 50.22494 8.90806 . Motiv: Wonnecker Straße 12: die Stolpersteine für das Ehepaar Katz, die Lage und das Haus Falls du dabei helfen möchtest, erklärt die Anleitung , wie das geht. BW |           |
| Wonnecker Straße 12 | Regina Katz     | HIER WOHNTE REGINA KATZ GEB. STRAUSS JG. 1875 DEPORTIERT 1942 THERESIENSTADT ERMORDET 1944 IN AUSCHWITZ              | 4. Sep. 2008 | Bild gesucht Der Benutzer GeorgDerReisende ( Diskussion ) wünscht sich an dieser Stelle ein Bild vom Ort mit diesen Koordinaten 50.22494 8.90806 . Motiv: Wonnecker Straße 12: die Stolpersteine für das Ehepaar Katz, die Lage und das Haus Falls du dabei helfen möchtest, erklärt die Anleitung , wie das geht. BW |           |
| Spessartstraße 2    | Anselm Katz     | HIER WOHNTE ANSELM KATZ JG. 1867 DEPORTIERT 1942 THERESIENSTADT ERMORDET IN TREBLINKA                                | 9. Sep. 2010 | |           |
| Spessartstraße 2    | Betty Katz      | HIER WOHNTE BETTY KATZ GEB. JACOBY JG. 1870 DEPORTIERT 1942 THERESIENSTADT ERMORDET IN TREBLINKA                     | 9. Sep. 2010 | |           |
| Kirchgasse 23       | Moritz Levi     | HIER WOHNTE MORITZ LEVI JG. 1892 DEPORTIERT 1942 MAJDANEK / SOBIBOR ERMORDET                                         | 4. Sep. 2008 | |           |
| Kirchgasse 23       | Klara Levi      | HIER WOHNTE KLARA LEVI GEB. KATZ JG. 1893 DEPORTIERT 1942 ERMORDET IN SOBIBOR                                        | 4. Sep. 2008 | |           |
| Kirchgasse 23       | Lieselotte Levi | HIER WOHNTE LIESELOTTE LEVI JG. 1922 FLUCHT 1938 USA ÜBERLEBT                                                        | 4. Sep. 2008 | |           |
| Kirchgasse 23       | Walter Levi     | HIER WOHNTE WALTER LEVI JG. 1923 DEPORTIERT 1942 MAJDANEK / SIBOBOR ERMORDET                                         | 4. Sep. 2008 | |           |
| Kirchgasse 23       | Kurt Levi       | HIER WOHNTE KURT LEVI JG. 1929 DEPORTIERT 1942 ERMORDET IN SIBOBOR                                                   | 4. Sep. 2008 | |           |

## Windecken
| Adresse                   | Name                | Inschrift | Verlegedatum  | Bild | Anmerkung |
| ------------------------- | ------------------- | --- | ------------- | ---- | --------- |
| Eugen-Kaiser-Straße 7     | Salli Reichenberg   | HIER WOHNTE SALLI REICHENBERG JG. 1882 DEPORTIERT 1942 THERESIENSTADT ERMORDET 24.11.1942                         | 4. Sep. 2008  |      |           |
| Eugen-Kaiser-Straße 7     | Hilda Reichenberg   | HIER WOHNTE HILDA REICHENBERG GEB. LOEWENSTEIN JG. 1885 DEPORTIERT 1942 THERESIENSTADT ERMORDET 1943 IN AUSCHWITZ | 4. Sep. 2008  |      |           |
| Eugen-Kaiser-Straße 7     | Ludwig Reichenberg  | HIER WOHNTE LUDWIG REICHENBERG JG. 1910 VERHAFTET 1938 BUCHENWALD FLUCHT 1939 USA ÜBERLEBT                        | 4. Sep. 2008  |      |           |
| Eugen-Kaiser-Straße 7     | Ernst Reichenberg   | HIER WOHNTE ERNST REICHENBERG JG. 1919 DEPORTIERT 1942 THERESIENSTADT ERMORDET 1943 IN AUSCHWITZ                  | 4. Sep. 2008  |      |           |
| Glockenstraße 4           | Johanna Reichenberg | HIER WOHNTE JOHANNA REICHENBERG GEB. HIRSCHMANN JG. 1881 DEPORTIERT 1941 ŁODZ ERMORDET                            | 20. Okt. 2009 |      |           |
|                           | Julius Reichenberg  | HIER WOHNTE JULIUS REICHENBERG GEB. HIRSCHMANN JG. 1881 DEPORTIERT 1941 ŁODZ ERMORDET                             | 20. Okt. 2009 |      |           |
| Glockenstraße 6           | Selma Kahn          | HIER WOHNTE KAHN GEB. SPEIER JG. 1875 DEPORTIERT 1942 THERESIENSTADT TOT 17.3.1943                                | 20. Okt. 2009 |      |           |
| Friedrich-Ebert-Straße 12 | Moritz Müller       | | 20. Okt. 2009 |      |           |
| Friedrich-Ebert-Straße 12 | Kathinka Müller     | | 20. Okt. 2009 |      |           |
| Friedrich-Ebert-Straße 12 | Josef Müller        | | 20. Okt. 2009 |      |           |
| Friedrich-Ebert-Straße 12 | Lilli Müller        | | 20. Okt. 2009 |      |           |
| Friedrich-Ebert-Straße 12 | Doris Müller        | | 20. Okt. 2009 |      |           |
| Friedrich-Ebert-Straße 12 | Grete Müller        | | 20. Okt. 2009 |      |           |
| Ostheimer Straße 1        | Recha Rosa Müller   | | 20. Okt. 2009 |      |           |
| Ostheimer Straße 1        | Sophie Müller       | | 20. Okt. 2009 |      |           |
| Heldenberger Straße 5     | Hilda Oppenheimer   | | 20. Okt. 2009 |      |           |
| Heldenberger Straße 5     | Lollo Oppenheimer   | | 20. Okt. 2009 |      |           |